# Giro dei Paesi Bassi 1991
Il Giro dei Paesi Bassi 1991, trentunesima edizione della corsa, si svolse dal 12 al 17 agosto 1991 su un percorso di 879 km ripartiti in 5 tappe (la seconda suddivisa in due semitappe) e un cronoprologo, con partenza da Dordrecht e arrivo a Gulpen. Fu vinto dall'olandese Frans Maassen della squadra Buckler davanti al tedesco Olaf Ludwig e all'altro olandese Eddy Schurer.

## Tappe
| Tappa  | Data      | Percorso                                  | km  | Vincitore di tappa  | Leader cl. generale |
| ------ | --------- | ----------------------------------------- | --- | ------------------- | ------------------- |
| Prol.  | 12 agosto | Dordrecht > Dordrecht (cron. individuale) | 5,6 | Jelle Nijdam        | Jelle Nijdam        |
| 1ª     | 13 agosto | Nieuwegein > Haaksbergen                  | 193 | Olaf Ludwig         | Olaf Ludwig         |
| 2ª-1ª  | 14 agosto | Haaksbergen > Raalte                      | 100 | Wiebren Veenstra    | Olaf Ludwig         |
| 2ª-2ª  | 14 agosto | Raalte > Raalte (cron. individuale)       | 43  | Frans Maassen       | Frans Maassen       |
| 3ª     | 15 agosto | Arnhem > Tilburg                          | 187 | Gerard Veldscholten | Frans Maassen       |
| 4ª     | 16 agosto | Tilburg > Heythuysen                      | 181 | Adrie van der Poel  | Frans Maassen       |
| 5ª     | 17 agosto | Heythuysen > Gulpen                       | 169 | Eddy Schurer        | Frans Maassen       |
| Totale | Totale    | Totale                                    | 879 |                     |                     |

## Dettagli delle tappe

### Prologo
- 12 agosto: Dordrecht > Dordrecht (cron. individuale) – 5,6 km

| Pos. | Corridore     | Squadra   | Tempo |
| ---- | ------------- | --------- | ----- |
| 1    | Jelle Nijdam  | Buckler   | 6'48" |
| 2    | Frans Maassen | Buckler   | a 7"  |
| 3    | Olaf Ludwig   | Panasonic | a 10" |

| Pos. | Corridore    | Squadra | Tempo |
| ---- | ------------ | ------- | ----- |
| 1    | Jelle Nijdam | Buckler |       |

### 1ª tappa
- 13 agosto: Nieuwegein > Haaksbergen – 193 km

| Pos. | Corridore        | Squadra   | Tempo    |
| ---- | ---------------- | --------- | -------- |
| 1    | Olaf Ludwig      | Panasonic | 4h24'20" |
| 2    | Wiebren Veenstra | Buckler   | s.t.     |
| 3    | Adriano Baffi    | Ariostea  | s.t.     |

| Pos. | Corridore   | Squadra   | Tempo |
| ---- | ----------- | --------- | ----- |
| 1    | Olaf Ludwig | Panasonic |       |

### 2ª tappa - 1ª semitappa
- 14 agosto: Haaksbergen > Raalte – 100 km

| Pos. | Corridore            | Squadra    | Tempo    |
| ---- | -------------------- | ---------- | -------- |
| 1    | Wiebren Veenstra     | Buckler    | 2h20'26" |
| 2    | Jean-Paul van Poppel | PDM        | s.t.     |
| 3    | Michel Cornelisse    | La William | s.t.     |

| Pos. | Corridore   | Squadra   | Tempo |
| ---- | ----------- | --------- | ----- |
| 1    | Olaf Ludwig | Panasonic |       |

### 2ª tappa - 2ª semitappa
- 14 agosto: Raalte > Raalte (cron. individuale) – 43 km

| Pos. | Corridore     | Squadra | Tempo  |
| ---- | ------------- | ------- | ------ |
| 1    | Frans Maassen | Buckler | 52'13" |
| 2    | Tom Cordes    | PDM     | a 20"  |
| 3    | Jelle Nijdam  | Buckler | a 23"  |

| Pos. | Corridore     | Squadra | Tempo |
| ---- | ------------- | ------- | ----- |
| 1    | Frans Maassen | Buckler |       |

### 3ª tappa
- 15 agosto: Arnhem > Tilburg – 187 km

| Pos. | Corridore           | Squadra      | Tempo    |
| ---- | ------------------- | ------------ | -------- |
| 1    | Gerard Veldscholten | Telekom      | 4h30'34" |
| 2    | Louis de Koning     | Panasonic    | a 2"     |
| 3    | Luc Colijn          | Histor-Sigma | s.t.     |

| Pos. | Corridore     | Squadra | Tempo |
| ---- | ------------- | ------- | ----- |
| 1    | Frans Maassen | Buckler |       |

### 4ª tappa
- 16 agosto: Tilburg > Heythuysen – 181 km

| Pos. | Corridore          | Squadra     | Tempo    |
| ---- | ------------------ | ----------- | -------- |
| 1    | Adrie van der Poel | Tulip       | 4h04'00" |
| 2    | Kees Hopmans       | ELRO snacks | a 7"     |
| 3    | Jacques Hanegraaf  | Panasonic   | s.t.     |

| Pos. | Corridore     | Squadra | Tempo |
| ---- | ------------- | ------- | ----- |
| 1    | Frans Maassen | Buckler |       |

### 5ª tappa
- 17 agosto: Heythuysen > Gulpen – 169 km

| Pos. | Corridore     | Squadra   | Tempo    |
| ---- | ------------- | --------- | -------- |
| 1    | Eddy Schurer  | TVM-Sanyo | 4h18'30" |
| 2    | Olaf Ludwig   | Panasonic | a 10"    |
| 3    | Jesper Skibby | TVM-Sanyo | s.t.     |

| Pos. | Corridore     | Squadra   | Tempo     |
| ---- | ------------- | --------- | --------- |
| 1    | Frans Maassen | Buckler   | 20h38'13" |
| 2    | Olaf Ludwig   | Panasonic | a 6"      |
| 3    | Eddy Schurer  | TVM-Sanyo | a 36"     |

## Classifiche finali

### Classifica generale
| Pos. | Corridore         | Squadra             | Tempo     |
| ---- | ----------------- | ------------------- | --------- |
| 1    | Frans Maassen     | Buckler             | 20h38'13" |
| 2    | Olaf Ludwig       | Panasonic-Sportlife | a 6"      |
| 3    | Eddy Schurer      | TVM-Sanyo           | a 36"     |
| 4    | Thierry Marie     | Castorama-Raleigh   | a 1'17"   |
| 5    | Jesper Skibby     | TVM-Sanyo           | s.t.      |
| 6    | Eric Vanderaerden | Buckler             | a 1'27"   |
| 7    | Tom Cordes        | PDM-Concorde-Ultima | a 1'30"   |
| 8    | Dimitri Zhdanov   | Panasonic-Sportlife | a 1'48"   |
| 9    | Jelle Nijdam      | Buckler             | a 2'01"   |
| 10   | Allan Peiper      | Tulip               | a 2'06"   |